# Jack O'Connell
Jack O'Connell (Derby, East Midlands, 1 d'agost de 1990) és un actor anglès que viu a Alvaston, Derby, Anglaterra. És més conegut pel seu personatge Pukey Nicholls a la pel·lícula This is England. Ha fet aparicions també en sèries de televisió com Doctors, Waterloo Road, The Bill i Holby City. Actualment està treballant en la quarta temporada de Skins interpretant Cook.

## Carrera
El 2006, O'Connell va fer el seu debut com a actor en la pel·lícula de This is England, un drama que explica la història sobre un noi que està creixent en l'Anglaterra dels anys 80. Shane Meadows, director i escriptor, va crear el personatge de Pukey Nicholls dins de la pel·lícula especialment per O'Connell, perquè ell era una cosa més gran per fer de protagonista. La producció va guanyar més tard el BAFTA a la millor pel·lícula britànica. Més tard va obtenir el paper principal de Chris, un noi de 14 anys, en el curt Black Dog, dirigit per Ian Fenton.
El 2007, O'Connell va protagonitzar Scarborough, una nova obra al Festival d'Edimburg i va repetir el seu paper a l'any següent quan es va traspassar al Royal Court Theatre de Londres. Ell va representar a Daz, un col·legial de 15 anys que manté relacions sexuals amb la seva professora. Després el 2007, va aparèixer en l'episodi de sèries de televisió ITV Wire in Blood, "The Names of Angels", i en un episodi de Holby City, "Trust". L'octubre de 2007, O'Connell va protagonitzar un DVD educatiu, Between You and Me, produït per Derbyshire Constabulary, en què el seu personatge Alfie Gilchrist ensopega amb un àmbit de temes incloent beure sent menor d'edat, falsificar el DNI, la pressió dels altres, i el robatori de cotxes. La revista Youth Work Now descriu la seva interpretació com "extraordinària".
Recentment, O'Connell va aparèixer el 2008 a la pel·lícula de terror Eden Lake. El seu personatge, Brett, és el líder d'una colla d'adolescents que es fiquen en un enfrontament violent amb els protagonistes. Al juliol, el Daily Mirror va anunciar que O'Connell va ser escollit per participar al costat de Kaya Scodelario a la 3a temporada de la sèrie "Skins".

## Vida personal
L'1 d'abril de 2009 el periòdic The Sun va fer pública la relació que manté Jack O'Connell amb la seva companya de repartiment a la sèrie Skins, l'actriu Kaya Scodelario des de l'any 2008

## Actor
| Any       | Pel·lícula        | Personatge     | Notes                                   |
| --------- | ----------------- | -------------- | --------------------------------------- |
| 2011      | Skins (sèrie TV)  | James Cook     |                                         |
| 2010      | "Dive"            | Robert Wisley  | TV Drama                                |
| 2009      | Harry Brown       | Marky          | Pel·lícula                              |
| 2009-2010 | Skins             | James Cook     | Series 3-4                              |
| 2009      | Wuthering Heights | Shepherd Lad   | TV Serial                               |
| 2008      | Eden Lake         | Brett          | Pel·lícula                              |
| 2007      | Wire in the Blood | Jack Norton    | Episodi 05.01 ("The Names of Angels")   |
| 2007      | Holby City        | Davey Hunt     | Episodi 08.01 ("Trust")                 |
| 2007      | Waterloo Road     | Dale Baxter    | Episodi 02.09                           |
| 2006      | This Is England   | Pukey Nicholls | Pel·lícula                              |
| 2005      | The Bill          | Ross Trescot   | Sèrie 21, 4 episodis                    |
| 2005      | Doctors           | Connor Yates   | episodi 07.01 ("Like Father, Like Son") |